# 首都県
首都県（しゅとけん、アラビア語: محافظة العاصمة ラテン文字転写：Muḥāfaẓat al-ʿĀṣimah、アル・アースィマ県、英語: Capital Governorate）は、バーレーンに4つある県の一つ。県名の「アル・アースィマ」はアラビア語で「首都」を意味する。その名の通り、同国首都であるマナーマを中心にし、主島であるバーレーン島の北東部を占める。

## 概要
2002年の行政区画再編に伴い、マナーマとジド・ハフス（一部）の2つの行政区（基礎自治体）を統合して成立。

2014年までの首都県

2014年9月25日に県南部と接していた中部県の廃止時は旧中部県のほとんどを編入した。
旧県域（2014年の旧中部県編入前）の人口は329,510人（2010年）で5県の内では最も多く、全人口に占める割合は26.7％である。一方で面積は38km²と最も小さいという人口過密県でもあった。

2014年の編入後は人口516,717人（2014年）、面積は75.4km²となった。